# King Tubby
King Tubby, pseudonimo di Osbourne Ruddock (Kingston, 28 gennaio 1941 – Kingston, 6 febbraio 1989), è stato un produttore discografico e ingegnere del suono giamaicano famoso soprattutto per essere stato l'inventore della musica dub e una delle principali figure del suo sviluppo e della sua definizione a genere musicale, a partire dalla fine degli anni sessanta e per tutti gli anni settanta.

## Biografia
Il suo innovativo studio di registrazione, posto sul retro di casa sua, a Waterhouse, nel ghetto di Kingston, elevò il ruolo dell'assistente tecnico da "semplice" ingegnere del suono a nuova figura creativa nell'ambito del music business giamaicano, ruolo fino ad allora riservato esclusivamente a compositori e musicisti e dimostrò la sua grande influenza su molti generi di musica pop. Spesso King Tubby è citato come l'inventore del concetto di remix e può essere visto come l'antesignano diretto della produzione di molta musica elettronica e dance.

### Primi anni
Negli anni cinquanta la carriera musicale di King Tubby inizia con i sound system, nelle strade di Kingston, mettendo musica da ballare per la gente. A causa del suo talento come riparatore di radio, Tubby divenne presto molto richiesto dai principali sound system della città, poiché il clima tropicale della Giamaica, unito ai sabotaggi dai gestori rivali dei vari sound system, causavano molti malfunzionamenti nelle apparecchiature.
Tubby formò poi il suo sound system, il Tubby's Hometown Hi-Fi, che divenne uno dei favoriti dalla crew per l'elevata qualità del suo suono, dischi esclusivi e gli effetti sonori di echo e riverbero, allora una vera novità.

### Remix
Tubby inizia a lavorare nel 1968 come incisore di dischi per il produttore Duke Reid. Reid, una delle figure più importanti del nascente mercato discografico giamaicano, insieme al rivale Clement "Coxsone" Dodd, aprì il suo studio di registrazione (ed etichetta discografica) Treasure Isle, una delle prime case di produzione indipendenti e figura chiave nello sviluppo dello ska, del rocksteady e del reggae.
Alla richiesta di produrre versioni strumentali di canzoni per i toaster dei sound system, Tubby, dal banco di mixaggio dello studio di Reid, iniziò a rimuovere la traccia contenente la voce, e presto si rese conto che le tracce strumentali potevano essere accentuate, ri-lavorate ed enfatizzate attraverso il lavoro al mixer e primitive unità di effetti sonori.
A quell'epoca Tubby, ed altri, stavano iniziando a creare interamente nuovi "pezzi" di musica spostando l'enfasi sulla musica, aggiungendo i suoni e vari altri effetti sonori, come echi, riverberi e effetti phase.
A causa dell'incredibile popolarità di questi primi remix, il 1971 vede il sound system di Tubby consolidare la sua posizione come uno dei più popolari a Kingston e spinge Tubby ad aprire un suo studio di registrazione.

### Produttore di musica dub
Negli anni settanta il lavoro come produttore fa diventare King Tubby una delle celebrità più conosciute in Giamaica e genera molto interesse nelle sue tecniche di produzione da musicisti di tutto il mondo. Tubby usa le sue notevoli nozioni di elettronica per riparare, adattare e progettare l'equipaggiamento tecnico del suo studio, facendo uso di una combinazione di vecchi macchinari e nuove tecnologie per realizzare uno studio capace di catturare l'atmosfera dei suoni che sarebbe diventata il marchio di fabbrica di Tubby.
Con una varietà di unità di effetti connesse al mixer, Tubby fu abile a "suonare" il banco di missaggio come uno strumento musicale, portando strumenti e voci dentro e fuori dal mix (letteralmente "dubbandoli") tale da creare un nuovo genere musicale, conosciuto come musica dub.
Attraverso l'uso di master tapes, il suo piccolo studio non aveva la capacità di registrare sessioni musicali, Tubby ri-incide ("dubba") gli originali facendoli passare attraverso il suo banco di missaggio a quattro tracce, mischiando le canzoni in configurazioni inaspettate tali da evidenziare i ritmi possenti delle loro parti ritmiche con piccole accenni di parti cantate, fiati e tastiere.
Queste tecniche rispecchiano le azioni del selector dei sound system, che usava da molto tempo equipaggiamento EQ per enfatizzare alcuni aspetti di determinati dischi, ma Tubby fu abile ad usare il suo studio autocostruito per portare questa tecnica verso nuovi scenari, spesso trasformando un brano di successo al punto da renderlo irriconoscibile.
Tubby remixò tracce di tutti i principali produttori giamaicani, Lee "Scratch" Perry, Bunny Lee, Augustus Pablo e Vivian Jackson che presentavano musica artisti quali Johnny Clarke, Cornell Campbell, Linval Thompson, Horace Andy, Big Joe, Delroy Wilson, Jah Stitch e molti altri.
Nel 1973 costruì una piccola estensione al suo studio in modo da poter registrare le voci sopra i nastri contenenti strumentali che gli portavano i vari produttori. Questo processo è conosciuto come voicing nel gergo giamaicano della registrazione.
È difficile stilare una discografia completa del lavoro di produzione di King Tubby, visto il gran numero di etichette, di artisti e di produttori con quale ha lavorato e le ripubblicazioni successive dei suoi lavori, a volte contenenti informazioni contraddittorie.
Il suo nome è accreditato su centinaia di b-side, con la possibilità che molte altre furono fatte da lui, e tuttavia non accreditategli, vista la somiglianza con i suoi lavori noti.
Alla fine degli anni settanta King Tubby fondamentalmente si ritira dalla scena musicale, tuttavia occasionalmente mixando e assistendo una nuova generazione di artisti come King Jammy e Scientist.
Negli anni ottanta costruisce un nuovo e più grande studio e si concentra nella gestione delle sue etichette discografiche Firehouse, Waterhouse e Taurus, pubblicando lavori di Anthony Red Rose, Sugar Minott, Conroy Smith e altri musicisti.

### La morte
King Tubby fu ucciso da un colpo di arma da fuoco il 6 febbraio 1989 esploso da un gruppo di sconosciuti, proprio fuori casa sua a Duhaney Park mentre era di ritorno da una sessione di registrazione al suo studio Waterhouse. Si pensa che l'assassinio sia stato un tentativo di rapina. Altre testimonianze di suoi collaboratori fanno credere che la morte dell'artista sia imputabile alla guerra tra fazioni "politiche" che spesso si esprimevano nell'ambito musicale. In quel periodo la Giamaica attraversava infatti una fase del tutto assimilabile ad una guerra civile. La figura di King Tubby era molto nota, non è assolutamente da escludere quindi il fatto che possa essere stato un bersaglio, non casuale, della violenza diffusa tra le strade dell'isola.

## Discografia parziale

### Album
- 1974 – A Double Helping of Jah Lloyd and King Tubby - Jah Lloyd & King Tubby
- 1974 – Dancehall Style Dub
- 1974 – Dub From The Roots
- 1974 – The Roots Of Dub & Dub From The Roots
- 1975 – Surrounded By The Dreads At The National Arena
- 1975 – The Roots Of Dub
- 1975 – Shalom Dub - King Tubby & The Aggrovators
- 1975 – E-E Saw Dub - King Tubby & Jacob Miller (aka King Tubby Meets Jacob Miller In A Tenement Yard)
- 1975 – King Tubby Meets The Upsetter At The Grass Roots Of Dub - King Tubby Meets The Upsetter (aka King Tubby Meets The Upsetter)
- 1975 – I Admire You In Dub - Larry Marshall & King Tubby
- 1975 – Dub Me - Morwell Unlimited Meet King Tubby's
- 1975 – Dubbing With The Observer - The Observer All Stars & King Tubbys
- 1976 - King Tubby Meets Rockers Uptown - Augustus Pablo
- 1976 - Harry Mudie Meet King Tubby's In Dub Conference Volume 1 - Harry Mudie & King Tubby
- 1976 - Herb Dub - Collie Dub - The Skatalites
- 1976 - King Tubby's Lost Treasures
- 1976 - King Tubby's Prophesy Of Dub - Yabby You & King Tubby
- 1977 - Harry Mudie Meet King Tubby's In Dub Conference Volume 2 - Harry Mudie & King Tubby
- 1978 - Harry Mudie Meet King Tubby's In Dub Conference Volume 3 - Harry Mudie & King Tubby
- 1981 - King At The Control
- 1981 - Upset The Upsetter - King Tubby & The Upsetters
- 1981 - First, Second And Third Generation Of Dub - King Tubby & Prince Jammy & Scientist
- 1981 - Dangerous Dub - King Tubby Meets The Roots Radics
- 1981 - More Dangerous Dub - The Roots Radics Meets King Tubbys
- 1982 - Dubbing In The Back Yard - King Tubby's And The Aggrovators
- 1982 - Time To Remember - King Tubby & Yabby You
- 1983 - First Prophet Of Dub - Yabby You
- 1983 - King Tubby The Dubmaster With The Waterhouse Posse
- 1983 - In A Midnight Rock Dub Volume 1 - King Tubby Meets Scientist
- The African Brothers Meets King Tubby In Dub - The African Brothers & King Tubby
- Psalms Of Drums - Carlton Patterson & King Tubby
- Answer The Dub
- Laser Rock
- Majestic Dub
- Penwood Walk
- Psalm Of The Time Dub
- The Dub Organiser
- Water Dub
- His Majestys Dub - Prince Jammy versus King Tubby
- In A Dub Explosion - Roots Radics Meets Scientist & King Tubby